# Braga
Braga er den tredje største by i Portugal og hovedstad i Braga-distriktet i i Minho-provinsen den nordvestlige del af landet. Byen har 193.324(2021) indbyggere. Byen er kendt for sine imponerende bygningsværker i barok-stil, f.eks. verdensarvsstedet Helligdommen Bom Jesus do Monte, og for at være det religiøse centrum i Portugal.

## Historie
I jernalderen, i regionen tæt ved Braga, finder man de såkaldte "castros" eller bebyggelser på højtliggende steder.
Området hvor Braga nu ligger, har været beboet af kelterne kendt som Bracari (derfra kommer navnet Bracara, det aktuelle Braga).
I året 250 f.v.t. blev regionen erobret af Romerne, der kaldte byen Bracara Augusta til ære for kejser Augustus. Romerne holdt byen i ca. 400 år.
Bracara Augusta var mødestedet for fem vigtige romerske veje og har været Galiziens hovedstad. Af disse veje gik én til Scalabis (nu Santarém i Portugal) og ned mod Olísipo (nu Lissabon) og videre til Emerita Augusta (nu Mérida i Spanien); en anden til Asturica (Astorga i Spanien) via Gerês – (Parque Nacional do Gerês); en anden igen til Asturica via Aquae Flaviae (Chaves i Portugal); en aden til Tude (nu Tui i Spanien) og den sidste til Aquis Baenis (Caminha i Portugal).
I 400-tallet blev det Romerske Imperium invaderet af barbarerne alaner, vandaler og sveberne. Omkring 419 e.v.t. besatte sueverne Galizien og Braga, der blev rigets politiske og intellektuelle hovedstad i et område, som gik så langt som til floden Tejo i syden. Senere kom goterne efterfulgt af visigoterne (én af goternes hovedstammer), der dominerede byen og området i mere end 300 år. Det er på det tidspunkt vi hører snak om St. Martin af Dume, der blev biskop af Braga og som var en af de mest betydningsfulde udbredere af kristendommen i Vesteuropa. I 500-tallet blev her afholdt to synoder.
Maurerne indtog den Iberiske Halvø efter erobringen af Nord Afrika i 711 og pressede de nu kristne visigoter mod nord i Asturierne. Braga blev indtaget i 715 og blev plyndret og næsten raseret, bl.a. blev katedralen svært beskadiget. 25 år efter erobrede Don Afonso, "Den Katolske", konge af Oviedo i Asturierne, byen fra maurerne, selv om den fortsat blev mål for flere mauriske angreb. Dette gjorde i 985 Almançor, kaliffen af Cordoba, i stand til at erobre byen på ny. Maurerne blev dog senere nødt til at give Braga tilbage til kong Afonso III af Leon og, den efterfølgende Don Afonso VI gav byen til sin datter Donna Tereza, som medgift, da hun blev gift med Henrik af Bourgogne Greve af Portugal (forældre til Don Afonso Henriques, Portugal's første konge).
Braga, som i dag kan regne med mere end 2.500 års historie, er en af de ældste kristne byer og med en så stor kulturel udvikling, at den blev kaldt "Det portugisiske Rom"" elle "Ærkebiskoppernes By". Den er endnu betragtet som det største religiøse center i Portugal.
I 1809 blev Braga plyndret af Napoleons hære under den 2. franske invasion. I slutningen af det 19. århundrede påvirkes byen af øget rigdom og tilbagekomst af emigranter fra Brasilien.
Der er to universiteter i Braga; Universidade do Minho og den regionale afdeling af Det katolske Universitet med fakulteter i sociologi, filosofi og teologi.